# 芒德豪斯 (內華達州)
芒德豪斯（英語：Mound House）是位於美國內華達州萊昂縣的非建制地區。

## 歷史
芒德豪斯的郵局於1877年設立，其後於1929年停運。

## 地理
芒德豪斯所處的海拔為高於海平面1516米（即4974英呎），而該地所採用的時區為UTC-8，即太平洋时区（PST）。同時該地設有夏令時間，為UTC-8調快一小時，即UTC-7（PDT）。